# Ouragahio
Ouragahio är en underprefektur i Elfenbenskusten. Den ligger i departementet Gagnoa, i den centrala delen av landet, 80 km sydväst om huvudstaden Yamoussoukro.